# Parafia św. Katarzyny w Bagrowie
Parafia Świętej Katarzyny w Bagrowie – parafia rzymskokatolicka, znajdująca się w archidiecezji poznańskiej, w dekanacie średzkim. 